# Georg Braun
Georg Braun (Vienna, 22 febbraio 1907 – Linz, 22 settembre 1963) è stato un allenatore di calcio e calciatore austriaco, di ruolo attaccante.
Fece parte della squadra austriaca ai Mondiali del 1934.

## Carriera
Nato e cresciuto a Vienna, nelle vicinanze del Prater, iniziò a giocare per la squadra del quartiere, il Wiener AC, dove rimase per dieci anni, vincendo una Coppa d'Austria nel 1931 e disputando lo stesso anno la finale di Coppa Mitropa. Nel 1935 lasciò l'Austria per andare a giocare in Division 1 con il Rennes, una scelta piuttosto controtendenza per l'epoca, visto che il calcio austriaco era più competitivo di quello francese.
In Nazionale, conta 13 presenze e un gol. Giocò i Mondiali italiani del 1934.

## Palmarès
- Coppa d'Austria: 1

1930-1931